# Giuseppe Benedetto di Savoia
Giuseppe Benedetto Maria Placido di Savoia (Torino, 5 ottobre 1766 – Sassari, 29 ottobre 1802) fu un principe di Casa Savoia, conte di Moriana e conte di Asti.

## Biografia

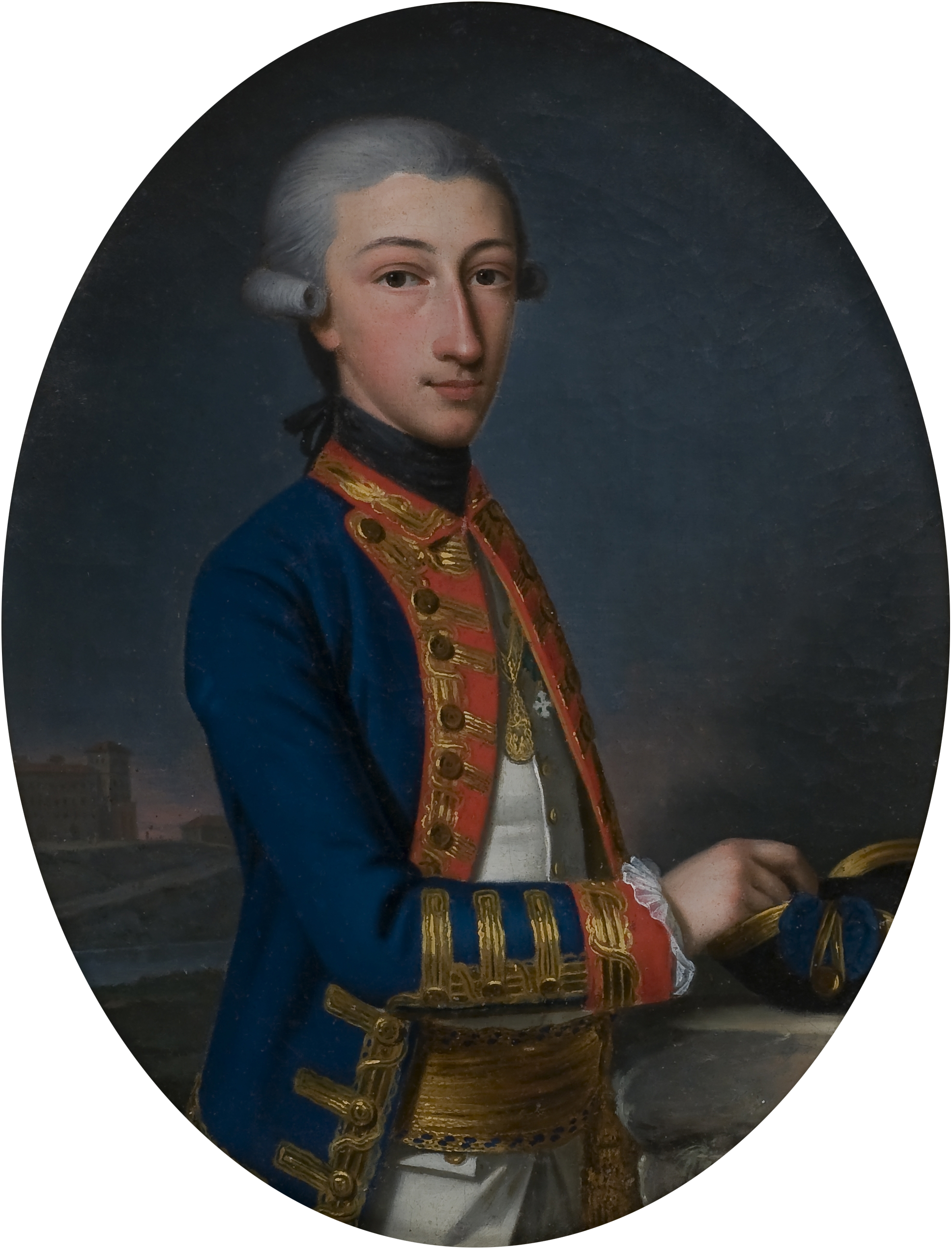
Giuseppe Placido Benedetto, conte di Moriana in giovane età.

### Infanzia e giovinezza
Era figlio del re Vittorio Amedeo III di Savoia e della principessa Maria Antonia Ferdinanda di Spagna.
Nacque nel Palazzo Reale di Torino e ricevette il titolo di conte di Moriana, la prima provincia degli Stati ad entrare sotto il dominio sabaudo (tanto che i primi Savoia erano detti, appunto, conti di Moriana e solo dopo usarono il titolo di conti di Savoia). 
Nel 1773, quando il padre salì al trono, divenne sesto nella linea di successione al trono del Regno di Sardegna.
Il padre con lettere patenti datate 3 giugno 1785 gli assegnò in appannaggio la città savoiarda di Montmélian con i limitrofi comuni di Arbin e Francin, investendolo del titolo di principe delle tre località.
Egli acquistò dal Demanio per 1.000.000 di lire piemontesi il feudo di Govone in solido con il fratello Carlo Felice, duca del Genevese, venendone infeudato il 24 aprile 1795 e investito con il titolo di marchese con lettere patenti del 29 aprile 1795.

### Conte di Asti

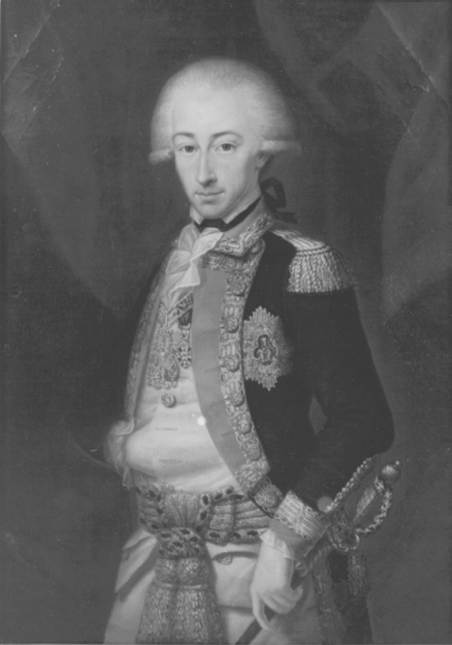
Ritratto di Giuseppe Benedetto Maria Placido, conte di Asti
situato oggi nel Palazzo Reale di Torino.

Nel 1796, dopo la sconfitta dello Stato sabaudo nella guerra contro la Francia rivoluzionaria ed il passaggio della Savoia alla Francia, dovette abbandonare il titolo di conte di Moriana, assumendo quello di Conte di Asti.
Nel dicembre 1798 in seguito all'occupazione del Piemonte  da parte di Napoleone I, si trasferì in Sardegna dove nel 1799 suo fratello Carlo Emanuele IV di Savoia  lo nominò governatore di Sassari.
Il 6 ottobre 1800 inviò la Regia Armata Sarda, con l'aggiunta di banditi arruolati con promessa d'amnistia, presso il villaggio di Thiesi dove fu perpetrato un eccidio in cui 14 cittadini furono uccisi e 34 feriti; tale giorno è ricordato come Sa die de s'atacu (Il giorno dell'attacco)

### Morte
Contratta la malaria, ma secondo taluni avvelenato, vi morì tre anni dopo. 
È sepolto nella Cattedrale di San Nicola di Sassari.

## Eredità
Di lui si conserva un «Journal» (1786 -1798), di cui la copia dattiloscritta è conservata presso l'Archivio di Stato di Torino, Corte, Legato Umberto II, II versamento, mz.2 (1786-1793) e mz.3 (1794-1798).

## Ascendenza
|                                      |                        |                                                 | Genitori                                                    |  |  | Nonni |  |  | Bisnonni                     |  |  | Trisnonni                   |  |
|                                      |                        |                                                 |                                                             |  |  |       |  |  | Vittorio Amedeo II di Savoia |  |  | Carlo Emanuele II di Savoia |  |
|                                      |                        |                                                 |                                                             |  |  |       |  |  | Vittorio Amedeo II di Savoia |  |  | Carlo Emanuele II di Savoia |  |
|                                      |                        | Maria Giovanna Battista di Savoia-Nemours       |                                                             |  |  |       |  |  | Vittorio Amedeo II di Savoia |  |  |                             |  |
| Carlo Emanuele III di Savoia         |                        |                                                 |                                                             |  |  |       |  |  | Vittorio Amedeo II di Savoia |  |  |                             |  |
|                                      |                        | Anna Maria d'Orléans                            | Filippo I di Borbone-Orléans                                |  |  |       |  |  |                              |  |  |                             |  |
|                                      |                        | Anna Maria d'Orléans                            | Filippo I di Borbone-Orléans                                |  |  |       |  |  |                              |  |  |                             |  |
|                                      |                        | Anna Maria d'Orléans                            | Enrichetta Anna Stuart                                      |  |  |       |  |  |                              |  |  |                             |  |
| Vittorio Amedeo III di Savoia        |                        | Anna Maria d'Orléans                            |                                                             |  |  |       |  |  |                              |  |  |                             |  |
|                                      |                        | Ernesto Leopoldo di Assia-Rotenburg             | Guglielmo d'Assia-Rotenburg                                 |  |  |       |  |  |                              |  |  |                             |  |
|                                      |                        | Ernesto Leopoldo di Assia-Rotenburg             | Guglielmo d'Assia-Rotenburg                                 |  |  |       |  |  |                              |  |  |                             |  |
|                                      |                        | Ernesto Leopoldo di Assia-Rotenburg             | Maria Anna di Löwenstein-Wertheim-Rochefort                 |  |  |       |  |  |                              |  |  |                             |  |
| Polissena Cristina d'Assia-Rotenburg |                        | Ernesto Leopoldo di Assia-Rotenburg             |                                                             |  |  |       |  |  |                              |  |  |                             |  |
|                                      |                        | Eleonora Maria di Löwenstein-Wertheim-Rochefort | Massimiliano Carlo Alberto di Löwenstein-Wertheim-Rochefort |  |  |       |  |  |                              |  |  |                             |  |
|                                      |                        | Eleonora Maria di Löwenstein-Wertheim-Rochefort | Massimiliano Carlo Alberto di Löwenstein-Wertheim-Rochefort |  |  |       |  |  |                              |  |  |                             |  |
|                                      |                        | Eleonora Maria di Löwenstein-Wertheim-Rochefort | Polissena Maria Khuen von Lichtenberg und Belasi            |  |  |       |  |  |                              |  |  |                             |  |
| Giuseppe Benedetto di Savoia         |                        | Eleonora Maria di Löwenstein-Wertheim-Rochefort |                                                             |  |  |       |  |  |                              |  |  |                             |  |
|                                      | Luigi, il Gran Delfino | Luigi XIV di Francia                            |                                                             |  |  |       |  |  |                              |  |  |                             |  |
|                                      | Luigi, il Gran Delfino | Luigi XIV di Francia                            |                                                             |  |  |       |  |  |                              |  |  |                             |  |
|                                      | Luigi, il Gran Delfino | Maria Teresa d'Austria                          |                                                             |  |  |       |  |  |                              |  |  |                             |  |
| Filippo V di Spagna                  | Luigi, il Gran Delfino |                                                 |                                                             |  |  |       |  |  |                              |  |  |                             |  |
|                                      |                        | Maria Anna di Baviera                           | Ferdinando Maria di Baviera                                 |  |  |       |  |  |                              |  |  |                             |  |
|                                      |                        | Maria Anna di Baviera                           | Ferdinando Maria di Baviera                                 |  |  |       |  |  |                              |  |  |                             |  |
|                                      |                        | Maria Anna di Baviera                           | Enrichetta Adelaide di Savoia                               |  |  |       |  |  |                              |  |  |                             |  |
| Maria Antonietta di Borbone-Spagna   |                        | Maria Anna di Baviera                           |                                                             |  |  |       |  |  |                              |  |  |                             |  |
|                                      |                        | Odoardo II Farnese                              | Ranuccio II Farnese                                         |  |  |       |  |  |                              |  |  |                             |  |
|                                      |                        | Odoardo II Farnese                              | Ranuccio II Farnese                                         |  |  |       |  |  |                              |  |  |                             |  |
|                                      |                        | Odoardo II Farnese                              | Isabella d'Este                                             |  |  |       |  |  |                              |  |  |                             |  |
| Elisabetta Farnese                   |                        | Odoardo II Farnese                              |                                                             |  |  |       |  |  |                              |  |  |                             |  |
|                                      |                        | Dorotea Sofia di Neuburg                        | Filippo Guglielmo del Palatinato                            |  |  |       |  |  |                              |  |  |                             |  |
|                                      |                        | Dorotea Sofia di Neuburg                        | Filippo Guglielmo del Palatinato                            |  |  |       |  |  |                              |  |  |                             |  |
|                                      |                        | Dorotea Sofia di Neuburg                        | Elisabetta Amalia d'Assia-Darmstadt                         |  |  |       |  |  |                              |  |  |                             |  |
|                                      |                        | Dorotea Sofia di Neuburg                        |                                                             |  |  |       |  |  |                              |  |  |                             |  |